# هيلين بيري
هيلين بيري (بالإنجليزية: Helen Berry)‏ هي مؤرخة بريطانية، ولدت في 11 ديسمبر 1969.